# Объект 782

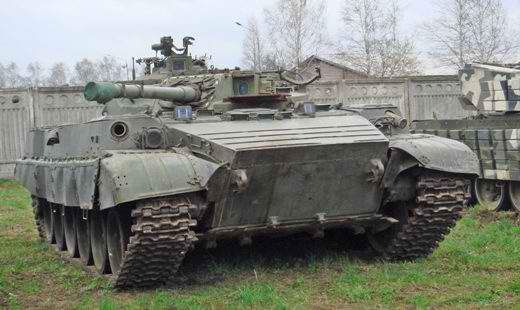
Объект 782

Объект 782 — советская опытная боевая машина поддержки танков. Разработана в конструкторском бюро Челябинского тракторного завода на базе основного танка Т-72Б. Серийно не производилась.

## История создания
Идея создания машины нового класса возникала с 1957 года, ещё тогда было замечено, что ЗСУ-57-2 эффективно может работать по наземным целям при зачистке улиц. Позднее при ведении боевых действий в Афганистане, показала свою эффективность боевая машина пехоты БМП-2, а дополняла её зенитная самоходная установка ЗСУ-23-4, огонь которой эффективно подавлял открыто расположенную живую силу противника, а также лёгкие укрытия. Таким образом возникла идея создания машины, сочетавшей бы в себе бронирование танка, возможности перевозить личный состав как боевая машина пехоты, а также иметь эффективное вооружение для действий против живой силы, как у зенитной самоходной установки. В 1984 году Военной академией бронетанковых войск были представлены первые чертежи будущей боевой машины. В чертежах были представлены различные компоновочные варианты, однако все машины базировались на шасси танка Т-72. В то же время ЦНИИ «Точного машиностроения» создавал подобную машину на базе лёгкого танка «Объект 934», однако работы дальше опытного образца не продвинулись. После совещания, проведённого в 1985 году, по решению главнокомандующего сухопутными войсками СССР В. И. Петрова разработка БМПТ была включена в план НИОКР на 1986—1990 годы.
Разработка нового типа машины была поручена конструкторскому бюро Челябинского тракторного завода. Работами руководил главный конструктор В. Л. Вершинский. Вооружение боевой машины разрабатывало Тульское Конструкторское бюро приборостроения по руководством А. Г. Шипунова. Общую компоновку и испытание опытных образцов выполнял 38 НИИИ БТ. Одним из разработанных вариантов была боевая машина поддержки танков «Объект 782» (иногда именуется как «Объект 781 вариант Б», «Объект 781 сборки 7»). Параллельно с ней разрабатывался и другой вариант: «Объект 781». В 1987 году был изготовлен опытный образец машины. Совместно с «Объектом 781» машина проходила испытания в Чебаркульском учебном центре. По результатам испытаний для дальнейшей работы был выбран вариант «Объект 781», а по «Объекту 782» все работы были прекращены.
Долгое время Объект 782 стоял в запаснике танкового музея в Кубинке, затем в 2010-х годах его отреставрировали и перевезли в ангар парка Патриот.( https://alternathistory.com/proekty-boevyh-mashin-podderzhki-tankov-obekt-781-i-obekt-782)

## Описание конструкции

### Броневой корпус и башня
Экипаж машины составлял 7 человек. В передней части корпуса размещались места для механика-водителя и двух гранатомётчиков. В средней части находилось боевое отделение с местами для наводчика и командира машины. Для прикрытия машины с флангов по бортам корпуса устанавливались места для двух пулемётчиков. Теоретически два гранатомётчика имели возможность спешивания с машины, однако на практике эта функция была сложно реализуемой. Для реализации всех поставленных задач, корпус машины был существенно изменён. Над ходовой частью были сконструированы герметичные отсеки, для размещения в них гранатомётов.

### Вооружение
В броневой башне было установлено 100-мм орудие-пусковая установка 2А70 с боекомплектом в 50 выстрелов, способное эффективно бороться с тяжело бронированной техникой противника типа тяжёлых боевых машин пехоты, дополнительно к обычным выстрелам возились четыре противотанковые управляемые ракеты 3УБК10-3 «Бастион». С орудием была спарена 30-мм малокалиберная автоматическая пушка 2А72, способная бороться с укрытыми целями. Возимый боекомплект пушки составлял 500 патронов. Кроме того, в башне был установлен 40-мм Автоматический гранатомёт «Балкан», позволявший уничтожать живую силу противника, представляющую опасность для танковых подразделений. В дополнение к башенному комплексу вооружения устанавливался автономный 7,62-мм пулемёт ПКТ. Машина была способна вести огонь одновременно по шести целям.
В корпусе машины были установлены две спаренные установки, в состав каждой из которых входил 40-мм гранатомёт «Балкан» с 300 гранатами и 7,62-мм пулемёт ПКТ. Позади башни в бортах корпуса машины размещались два независимых 7,62-мм пулемёта ПКТ. Каждый пулемёт имел боекомплект в 1000 патронов. Угол обстрела пулемётов составлял 90° в горизонтальной плоскости и от −20 до +3° — в вертикальной.